# مارتين أشتون
مارتين أشتون (بالإنجليزية: Martyn Ashton)‏ هو دراج بريطاني، ولد في 2 ديسمبر 1974 في Port Talbot ‏ في المملكة المتحدة.

## وصلات خارجية
- الموقع الرسمي